# Castratella
Castratella là chi thực vật có hoa trong họ Mua.